# Fryderyk Józef Moszyński

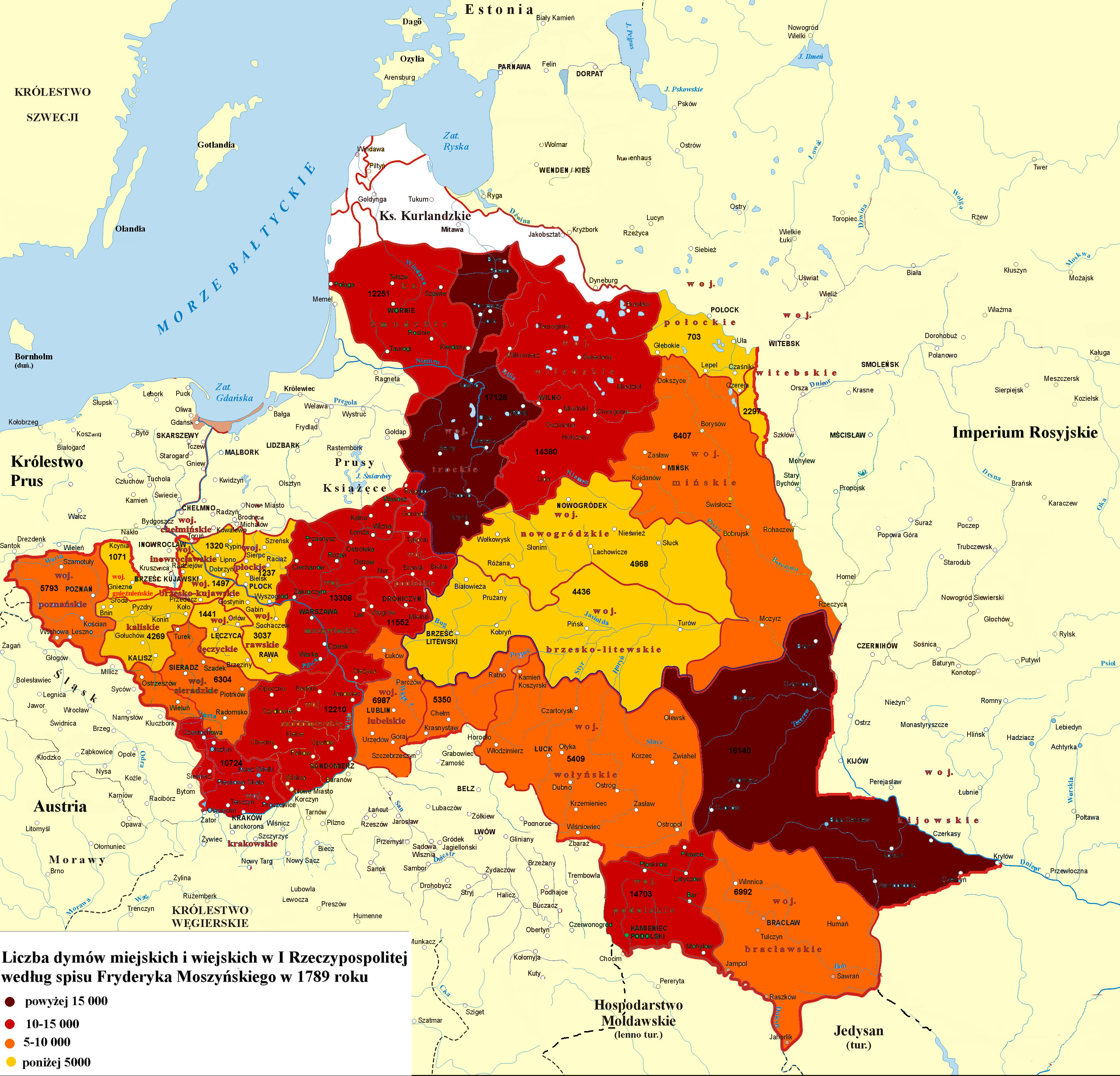
Liczba dymów miejskich i wiejskich (gospodarstw domowych) w I Rzeczypospolitej, według spisu statystycznego Fryderyka Moszyńskiegow 1789 roku

Fryderyk Józef Jan Kanty Moszyński herbu Nałęcz (ur. 14 marca 1738 roku w Dreźnie, zm. 21 stycznia 1817 roku w Kijowie) – generał lejtnant wojsk koronnych od 1773 roku, referendarz wielki litewski od 1773 roku, sekretarz wielki litewski, marszałek wielki koronny w latach (1793–1795), generał-major wojsk polskich od 1768 roku, wicekomendant Szkoły Rycerskiej w latach 1768–1793, w 1771 roku mianowany oboźnym wielkim litewskim, starosta nowokorczyński w 1771 roku, starosta lipnicki w 1765 roku.

## Życiorys
Syn Jana Kantego i Fryderyki Augusty, nieślubnej córki Augusta II Mocnego i hrabiny Cosel. Brat Augusta Fryderyka Moszyńskiego.
Urodził się po śmierci ojca. Był wnukiem naturalnym Augusta II Mocnego i hrabiny Cosel. Kształcił się w Saksonii. Robił szybkie postępy w nauce, znał języki obce, grał na instrumentach, śpiewał i zapamiętale tańcował. Działalność publiczną rozpoczął od królewskiej nominacji na stopień pułkownika w regimencie piechoty saskiej. W wieku nieco ponad 16 lat, 16 listopada 1754, został pułkownikiem wojsk koronnych i otrzymał od króla-wuja Stanisława Augusta starostwo wobolnickie w ziemi upickiej na Litwie. Został starostą grodowym nowokorczyńskim 22 maja 1762 roku. Na objęciu starostwa był biskup krakowski Kajetan Ignacy Sołtyk, który po uroczystości spłynął Wisłą do Warszawy. W tym samym roku został po raz pierwszy posłem na sejm z ziemi sandomierskiej. Bogacił się bardzo szybko, odkupił od Stanisława Wybranowskiego, chorążego lubelskiego, starostwo lipnickie, a także otrzymał od króla ekspektatywę (nadzieję) na dwa wójtostwa w ziemi sochaczewskiej. Komisarz z rycerstwa Komisji Skarbowej Koronnej w 1769 roku, w której zasiadał do 1778. Byli wraz z Antonim Tyzenhauzem – podskarbim nadwornym litewskim najważniejszymi doradcami finansowymi króla. Od 1768 był w stopniu podporucznika podkomendantem korpusu kadetów, komendantem korpusu był Adam Kazimierz Czartoryski w stopniu porucznika. Dofinansował Szkołę Rycerską z własnych funduszy (191 774 zł polskich). W załączniku do depeszy z 2 października 1767 roku do prezydenta Kolegium Spraw Zagranicznych Imperium Rosyjskiego Nikity Panina, poseł rosyjski Nikołaj Repnin określił go jako posła właściwego dla realizacji rosyjskich planów na sejmie 1767 roku za którego odpowiada król, poseł województwa sandomierskiego na sejm 1767 roku. Otrzymał Order Świętego Stanisława w 1770 i został mianowany przez króla oboźnym wielkim litewskim, a niedługo potem referendarzem wielkim litewskim. W związku z tą funkcją brał udział w posiedzeniach sejmu, począwszy od sejmu 1776 roku (mokronowskiego). W 1771 odznaczony Orderem Orła Białego. W 1778 został ponownie posłem, a sejm wybrał go do Departamentu Skarbu Rady Nieustającej. Członek Departamentu Interesów Cudzoziemskich Rady Nieustającej w 1779 roku. Król 27 maja 1781 mianował Moszyńskiego świeckim sekretarzem wielkim litewskim. W 1787 został plenipotentem majątkowym w Rzeczypospolitej księcia Grigorija Potiomkina. Poseł województwa bracławskiego na Sejm Czteroletni w 1788 roku. We wrześniu 1789 roku wszedł w skład Deputacji do Formy Rządu, powołanej przez Sejm Czteroletni dla określenia ustroju Rzeczypospolitej. Zasłynął jako wytrawny znawca spraw ekonomicznych, rozwijał w tym kierunku pożyteczną działalność, zwłaszcza na Sejmie Czteroletnim, gdzie układał statystykę skarbową oraz projekty ekonomicznego dźwignięcia kraju. Był autorem konstytucji sejmowej Lustracja dymów i podanie ludności, wprowadzającej pierwszy w historii Polski spis powszechny. W 1792 przystąpił do konfederacji targowickiej, był konsyliarzem konfederacji generalnej koronnej. W tym też roku był również delegowany przez konfederację targowicką do zasiadania w Departamencie Interesów Cudzoziemskich Rady Nieustającej. Na sejmie grodzieńskim, po złożeniu urzędu przez Mniszcha, został marszałkiem wielkim koronnym. Był członkiem konfederacji grodzieńskiej 1793 roku. W 1793 roku wszedł do komisji sejmowej badającej sprawę nagłego upadku banków w Rzeczypospolitej. Został członkiem nowej Rady Nieustającej jako zwierzchnik policji i Prezesem Kommisyi Ekonomicznej Króla Jegomości. Powszechnie znienawidzonego Moszyńskiego w czasie insurekcji kościuszkowskiej 28 czerwca 1794 rozjuszony tłum warszawski chciał powiesić. Uratował głowę dzięki interwencji Ignacego Wyssogoty Zakrzewskiego. Na starość osiadł w swoich dobrach wołyńskich, korzystał z milionowego majątku, posługiwał się tytułem wyłącznie honorowym Rzeczywisty Radca Tajny Cesarstwa.
Był dwukrotnie żonaty: z Salomeą, córką Adama Rzyszczewskiego – kasztelana lubaczowskiego i z Barbarą Rudzieńską – córką starosty chęcińskiego Michała, zmarł bezpotomnie.

## Literatura
- Piotr Biliński, Moszyńscy. Studium z dziejów łoniowskiej linii rodu w XIX w., wyd. Biblioteka Jagiellońska, Kraków 2006, ISBN 978-83-921946-4-4
- Andrzej Zahorski i Małgorzata Złomska: Moszyński Fryderyk Józef Jan Kanty. W: Polski Słownik Biograficzny. T. XXIІ/1, zeszyt 92. Wrocław – Warszawa – Kraków – Gdańsk: Zakład Narodowy Imienia Ossolińskich, Wydawnictwo Polskiej Akademii Nauk, 1977, s. 112–117.